# Harpactea mehennii
Harpactea mehennii este o specie de păianjeni din genul Harpactea, familia Dysderidae, descrisă de Robert Bosmans și Beladjal, 1989.
Este endemică în Algeria. Conform Catalogue of Life specia Harpactea mehennii nu are subspecii cunoscute.